# Danh sách đĩa nhạc của w-inds.
Đĩa hát của nhóm nhạc w-inds. gồm 40 đĩa đơn và 13 album phòng thu kể từ khi ra mắt công ty lớn vào năm 2001.

## Album
| Thông tin |
| --- |
| 1st Message - Phát hành: 26/12/2001 - Oricon Top 200 Weekly Peak: #1 - Các singles liên quan: "Forever Memories", "Feel The Fate", "Paradox" |
| The System Of Alive - Phát hành: 17/12/2002 - Oricon Top 200 Weekly Peak: #3 - Các singles liên quan: "Try Your Emotion", "Another Days", "Because Of You", "New Paradise" |
| buddies - Phát hành: 19/3/2003 - Oricon Top 200 Weekly Peak: #13 - Bao gồm cả sự tham gia của 2 nhóm nhạc cùng công ty là Lead và FLAME |
| Prime Of Life - Phát hành: 17/12/2003 - Oricon Top 200 Weekly Peak: #5 - Các singles liên quan: "Love Is Message", "Super Lover ~I Need You Tonight~", "Long Road" |
| w-inds. Bestracks - Phát hành: 14/7/2004 - Oricon Top 200 Weekly Peak: #2 - Các singles liên quan: "Love Is Message", "Super Lover ~I Need You Tonight~", "Long Road", "Forever Memories, "Feel The Fate, "Paradox", "Try Your Emotion", "Another Days", "Because Of You", "New Paradise", "Pieces" |
| ageha - Phát hành: 1/6/2005 - Oricon Top 200 Weekly Peak: #1 - Các singles liên quan: "Kirei Da", "Shiki", "Pieces", "Kawariyuku Sora", "Yume no Basho e" |
| Thanks - Phát hành: 15/3/2006 - Oricon Top 200 Weekly Peak: #4 - Các singles liên quan: "Izayoi no Tsuki", "Yakusoku no Kakera", "IT'S IN THE STARS", |
| Journey - Phát hành: 7/3/2007 - Oricon Top 200 Weekly Peak: #8 - Các singles liên quan: "TRIAL", "Boogie Woogie 66", "Hanamuke" |
| Single Collection BEST ELEVEN - Phát hành: 1/1/2008 |
| Seventh Ave. - Phát hành: 2/7/2008 - Oricon Top 200 Weekly Peak: #8 - Các singles liên quan: "LOVE IS THE GREATEST THING", "Beautiful Life", "Ame Ato" |

## Đĩa đơn
| #     | Thông tin |  |
| ----- | --- |  |
| 1     | Forever Memories - Phát hành: 14/3/2001 - Oricon Top 20 Weekly Peak: #12 - Oricon Top 100 Yearly: # 91 - Từ album: 1st Message                                                  |  |
| 2     | Feel The Fate - Phát hành: 4/7/2001 - Oricon Top 20 Weekly Peak: #7 - Oricon Top 100 Yearly: # 99 - Từ album: 1st Message                                                       |  |
| 3     | Paradox - Phát hành: 17/10/2001 - Oricon Top 20 Weekly Peak: #3 - Oricon Top 100 Yearly: # 97 - Từ album: 1st Message                                                           |  |
| 4     | Try Your Emotion - Phát hành: 20/2/2002 - Oricon Top 20 Weekly Peak: #2 - Oricon Top 100 Yearly: #70 - Từ album: The System Of Alive                                            |  |
| 5     | Another Days - Phát hành: 21/8/2002 - Oricon Top 20 Weekly Peak: #1 - Oricon Top 100 Yearly: #86 - Từ album: The System Of Alive                                                |  |
| 6     | Because Of You - Phát hành: 21/8/2002 - Oricon Top 20 Weekly Peak: #1 - Oricon Top 100 Yearly: #90 - Từ album: The System Of Alive                                              |  |
| 7     | New Paradise - Phát hành: 13/11/2002 - Oricon Top 20 Weekly Peak: #2 - Oricon Top 100 Yearly: n/a - Từ album: The System Of Alive                                               |  |
| 8     | Super Lover ~I Need You Tonight~ - Phát hành: 21/5/2003 - Oricon Top 20 Weekly Peak: #1 - Oricon Top 100 Yearly: #84 - Từ album: Prime Of Life                                  |  |
| 9     | Love Is Message - Phát hành: 20/8/2003 - Oricon Top 20 Weekly Peak: #2 - Oricon Top 100 Yearly: n/a - Từ album: Prime Of Life                                                   |  |
| 10    | Long Road - Phát hành: 29/10/2003 - Oricon Top 20 Weekly Peak: #1 - Oricon Top 100 Yearly: n/a - Từ album: Prime Of Life                                                        |  |
| 11    | Pieces - Phát hành: 10/3/2004 - Oricon Top 20 Weekly Peak: #2 - Oricon Top 100 Yearly: n/a - Từ album: ageha                                                                    |  |
| 12    | キレイだ 「Kirei da」 - Phát hành: 2/6/2004 - Oricon Top 20 Weekly Peak: #4 - Oricon Top 100 Yearly: n/a - Từ album: ageha                                                      |  |
| 13    | 四季 「Shiki」 - Phát hành: 6/10/2004 - Oricon Top 20 Weekly Peak: #2 - Oricon Top 100 Yearly: #100 - Từ album: ageha                                                           |  |
| 14    | 夢の場所へ 「Yume no Basho e」 - Phát hành: 1/1/2005 - Oricon Top 20 Weekly Peak: #2 - Oricon Top 100 Yearly: #108 - Từ album: ageha                                            |  |
| 15    | 変わりゆく空 「Kawariyuku Sora」 - Phát hành:16/3/2005 - Oricon Top 20 Weekly Peak: #6 - Oricon Top 100 Yearly: #139 - Từ album: ageha                                          |  |
| 16    | 十六夜の月 「Izayoi no Tsuki」 - Phát hành: 31/8/2005 - Oricon Top 20 Weekly Peak: #3 - Oricon Top 100 Yearly: #168 - Từ album: Thanks                                          |  |
| 17    | 約束のｶｹﾗ 「Yakusoku no Kakera」 - Phát hành:23/11/2005 - Oricon Top 20 Weekly Peak: #6 - Oricon Top 100 Yearly: n/a - Từ album: Thanks                                         |  |
| 18    | IT'S IN THE STARS - Phát hành: 22/2/2006 - Oricon Top 20 Weekly Peak: #6 - Oricon Top 200* Yearly: #162 - Từ album: Thanks                                                      |  |
| 19    | TRIAL - Phát hành: 25/5/2006 - Oricon Top 20 Weekly Peak: #3 - Oricon Top 200* Yearly: n/a - Từ album: Journey                                                                  |  |
| 20    | ブギウギ66 「Boogiewoogie 66」 - Phát hành:6/9/2006 - Oricon Top 20 Weekly Peak: #5 - Oricon Top 200* Yearly: n/a - Từ album: Journey                                           |  |
| 21    | ハナムケ 「Hanamuke」 - Phát hành: 17/1/2007 - Oricon Top 20 Weekly Peak: #5 - Oricon Top 200* Yearly: n/a - Từ album: Journey                                                  |  |
| Remix | Single Mega-Mix - Phát hành: 21/3/2007 - Oricon Top 200 Weekly Peak: #15 - Oricon Top 200* Yearly: n/a - Includes 20 minute mix of singles from Forever Memories to Hanamuke    |  |
| 22    | LOVE IS THE GREATEST THING - Phát hành: 4/7/2007 - Oricon Top 200 Weekly Peak: - Oricon Top 200* Yearly:                                                                        |  |
| 23    | Beautiful life - Phát hành: 7/11/2007 |  |
| 24    | "Ame ato" (アメあと) - Phát hành: 23/4/2008 - Oricon Top 200 Weekly Peak: #7 - Oricon Top 200* Yearly: - Từ Album: Hit Man Tutor REBORN! (家庭教師ヒットマンREBORN!) Soundtrack |  |
| 25    | '"Everyday / CAN'T GET BACK"' - Phát hành: 26/11/2008 - Oricon Top 200 Weekly Peak: #2 - Oricon Top 200* Yearly: - Từ Album: TBA                                                |  |

## DVD
1. "Private of w-inds." (6/2/2002)
2. "Works vol.1" (20/3/2002)
3. w-inds.1st Live Tour"1st message" (17/10/2002)
4. "Works vol.2" (23/4l/2003)
5. w-inds."THE SYSTEM OF ALIVE"Tourl 2003 (6/11/2003)
6. "Works vol.3" (21/4/2004)
7. w-inds."PRIME OF LIFE"Tour 2004 (15/12/2004)
8. "w-inds.tv" (16/2/2005)
9. "Works vol.4" (20/7/2005)
10. w-inds.LIVE TOUR 2005"ageha" (14/12/2005)
11. "Works vol.5" (20/9/2006)
12. w-inds. LIVE TOUR 2006 "THANKS" (20/12/2006)
13. "Works vol.6" (5/9/2007)
14. w-inds. LIVE TOUR 2007 "Journey" (19/12/2007)
15. Live Tour 2008 "Seventh Ave." (17/12/2008)
16. "Works best" (04/03/2009)

## Phim
- Star Light (15/5/2002 VHS/DVD)
- ナースのお仕事 ザ・ムービー (18/12/2002 VHS/DVD)
- Over work ~ Vision Cast's Web drama (10/02/2009 ~ 16/03/2009)Chiếu trên mạng di động

## Sách hình
1. w-inds. (30/9/2001)
2. w-inds. "move!" (18/1/2002)
3. w-inds. THE STAGE! (20/9/2002)
4. w-inds. Keita-1st personal photobook (1/11/2002)
5. w-inds. Ryohei-1st personal photobook (22/11/2002)
6. w-inds. Ryuichi―1st personal photobook (6/12/2002)
7. w-inds. Meets JUNON (13/9/2003)
8. w-inds. Tour (8/10/2004)
9. w-inds. Live Tour "ageha" The Document (28/10/2005)
10. w-inds. vacanza (4/8/2006)
11. Triangle―w-inds.meets JUNON2 (大型本) (26/10/2007)